# Belvoir (Plantage)

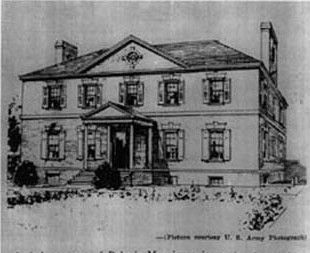
Darstellung von Belvoir vor seiner Zerstörung

Belvoir war eine historische Plantage und das Wohnhaus der, im kolonialen Virginia, prominenten Familie Fairfax. Sie lag am westlichen Ufer des Potomac River in Fairfax County, Virginia, am heutigen Standort von Fort Belvoir. Das Haupthaus – genannt Belvoir Manor oder Belvoir Mansion – brannte im Jahr 1783 und wurde vollständig zerstört während des Krieges von 1812. Der Ort ist seit 1973 im National Register of Historic Places gelistet als „Belvoir Mansion Ruins and the Fairfax Grave“.

## Geschichte

### 18. Jahrhundert

#### Ursprung
William Green Patent von 1669 umfasste 1.150 Acres (4,7 km²) Land, einen Großteil der Halbinsel zwischen Doggen Creek und Accotink Creek entlang des Potomac River. Obwohl es im frühen achtzehnten Jahrhundert geteilt und verkauft wurde, sollte es 1730 wieder zusammengefügt werden und zum zentralen Teil der von William Fairfax erbauten 2.200-Acre (8,9 km²) großen Plantage Belvoir Manor werden.

#### Bau des Herrenhauses
Der Bau des eleganten neuen Hauses der Familie Fairfax wurde im Jahr 1741 abgeschlossen. Historische Dokumente und archäologische Funde bezeugen den eleganten Lebensstil den die Familie Fairfax in Belvoir Manor genoss. Die Villa selbst wurde in Mietunterlagen 1774 als geräumig und gut ausgestattet beschrieben. Das Mobiliar bestand aus „Tische, Stühle, und alle anderen notwendigen Artikeln ... sehr elegant.“ Keramik aus Europa und dem Orient importiert zierten den Tisch.
Ein sehr kleiner Teil der Bevölkerung von Fairfax County bestand aus Plantagenbesitzern wie William Fairfax, die meisten seiner Nachbarn waren kleine Landwirte, die es manchmal kaum schafften ihren Lebensunterhalt zu verdienen. Darüber hinaus ging der Wohlstand dieser Pflanzer nicht nur auf das Land und imposante Gebäude zurück, sondern auch auf die Zahl ihrer Sklaven. So sind auch Sklaven in den Aufzeichnungen, als beweglicher Besitz weitergereicht von Generation zu Generation vermerkt, und sie waren wahrscheinliche die Benutzer der unglasierten Keramik, die in den Nebengebäuden von Belvoir Manor gefunden wurden. Nach William Fairfax’ Tod im Jahre 1757 wurde die Plantage von George William Fairfax (1729–1787) geführt.

#### Die Besuche von Lord Fairfax und Washington
Thomas Fairfax, 6. Lord Fairfax von Cameron reiste zwischen 1735 und 1737 nach Virginia um seine Ländereien zu überprüfen und zu schützen. Lord Fairfax kam dabei auch nach Belvoir, um bei der Beaufsichtigung der Familie Güter in Virginias Northern Neck zwischen Rappahannock und Potomac Rivers zu helfen. Diesen Besitz hatte er, genauso wie große Teil des Shenandoah Valley und des South Branch Potomac River, von seiner Mutter Catharine geerbt, der Tochter von Thomas Culpeper, 2. Baron Culpeper von Thoresway. Die nordwestliche Grenze seines Northern Neck Proprietary war geprägt von Fairfax Stone am Oberlauf der North Branch Potomac River. Im Jahre 1752 reiste Fairfax nach Greenway Court (heute Clarke County (Virginia)) zu seinem unbebauten Grundstück. George Washington nahm eine Vermessung für Lord Fairfax in Belvoir vor.
Die Schwester von George William Fairfax Anne heiratete Lawrence Washington, kurz nachdem ihr Bruder geheiratet hatte. Der junge George Washington, der Halbbruder von Lawrence, begann Belvoir oft zu besuchen. Mit dem Wunsch, die Karriere seines Bruders zu unterstützen, führte Lawrence George in den Haushalt von George William ein. Zwischen den beiden Männern entstand eine Freundschaft, obwohl George William beträchtlich älter war. Auch entwickelte sich eine Beziehung zwischen der Ehefrau von George William Sally Fairfax und George Washington, sowie eine Freundschaft mit Bryan Fairfax, 8. Lord Fairfax of Cameron.
Als George William Fairfax im Jahre 1773 nach England zog, wurde die Plantage Belvoir für 7 Jahre Rev. Andrew Morton vermietet, das Mobiliar wurden 1774 versteigert in. Während der Revolution wurde der Besitz auf Grund des Virginia Act von 1779 beschlagnahmt. Im Jahre 1783 zerstörte ein Feuer das Herrenhaus und mehrere der Nebengebäude und, wie Washington notierte, allmählich wurde die Plantage zur Ruine. Ferdinando Fairfax, der den Besitz geerbt hatte, lebte dort nicht. In den Klippen unterhalb des ehemaligen Herrenhauses wurden Steine abgebaut, aber an dem Haus gab es keine Veränderungen.

### 19. Jahrhundert
Die Plantage wurde weiter verwüstet während des Krieges von 1812. Im August 1814, als britische Landstreitkräfte die Stadt Washington angriffen und in Brand setzten, segelte ein britisches Marine-Geschwader entlang des Potomac River und erzwang die Übergabe von Alexandria. Die Flotte begann dann die 180-Meilen (290 km) Rückfahrt flussabwärts. Am 1. September versuchten die Briten den Tiefwasser-Kanal unterhalb der Belvoir Plantage zu passieren, eine Position, die zuvor als strategische Defensivposition auf dem Fluss identifiziert worden war. Hier begann eine eilig zusammengestellte amerikanische Truppe, bestehend aus der Miliz von Virginia und Alexandria unter dem Kommando von Captain David Porter, mit einem Angriff. Für vier Tage tauschten die amerikanischen und britischen Truppen Kanonen- und Musketenfeuer aus. Die Briten flohen schließlich vor den amerikanischen Truppen, aber die britischen Granaten hatten das Wenige, was vom Belvoir Manor übrig geblieben war, zerstört.
Der Verbindung der Belvoir Plantation mit der Familie Fairfax endete mit dem Tod von Ferdinando Fairfax im Jahr 1820. Während der nächsten zehn Jahre kam sie in den Besitz von William Herbert aus Alexandria, der sie als Sicherheit für ein Darlehen nutzte. Herberts andauernde Unfähigkeit, seine Schulden zu bezahlen, führte schließlich zu einer öffentlichen Versteigerung von Belvoir im Jahr 1838.
Wie alle großen Plantagen in der Gegend von Belvoir, erlebte auch dieser Besitz erhebliche Veränderungen in den Jahren vor dem Bürgerkrieg. Finanzielle Belastungen und Vererbung führten zum Verkauf und die Aufteilung der ehemals riesigen Ländereien. Als eine neue Generation von Grundbesitzern sich im Südosten von Fairfax County niederließ, veränderte sich das Muster der Landnutzung und die Eigentumsverhältnisse.

### 20. Jahrhundert
Im Jahr 1917 überließ Virginia Belvoir der US-Armee. Schließlich gab es seinen Namen der modernen militärischen Anlage Fort Belvoir.
Die Belvoir Ruinen befinden sich seit 1973 auf der Liste der National Register of Historic Places, der Zugang ist beschränkt, da sie sich auf militärischem Gelände befinden.